# Fathers and sons (TVB)
Fathers and sons of 爸爸閉翳 is een Hongkongse TVB-comedyserie uit 2007. De serie werd van november 2006 tot februari 2007 gemaakt. De serie zou in het Chinees 茶煲爹哋 heten, maar het werd later veranderd. Het openingslied "親近" is gezongen door Eason Chan. Deze televisieserie gaat over vier Hongkongse families Man, Ko, Lui en Law. Ze beleven verschillende grappige dingen en zijn goede kennissen van elkaar.

## Rolverdeling
- Bobby Au-Yeung als Man Tin-Cheung 閔天賜/Lui Ka-Chuen 呂家全
- Wong Hei als Ko Tsing 高青/Shum Shing-Foo 沈成富
- Yoyo Mung als Kam Mei-Chuen 金美鑽
- Tavia Yeung als Law Sei-Hei 羅四喜
- Anne Heung als Chau Hoi-Lam 周海嵐
- Ha Yu als Ko Chi-Tim 高志添
- Jacky Wong als Man Yu-Hang 閔宇恆
- Chris Lai als Lui Ka-Sing 呂家聲
- Halina Tam als Tsing Yeuk-Si 程若詩
- Evergreen Mak als Lui Ka-Chai 呂家齊
- Mary Hon Ma-Li als Lee Tai-Choi 李帶彩, moeder van Law Sei-Hei
- Dai Yiu Ming als Hon Kwok-Yan 韓國仁
- Gill Mohindepaul Singh als meneer Ajit
- Lee Kwok-Lun 李國麟 als Ma Yun-Cheung 馬潤祥

Welcome to the house 高朋滿座 · Best selling secrets 同事三分親 · The conquest 爭霸 · Ten brothers 十兄弟 · War and destiny 亂世佳人 · A change of destiny 天機算 · The family link 師奶兵團 · The green grass of home 緣來自有機 · Devil's disciples 強劍 · Fathers and sons 爸爸閉翳 · Steps 舞動全城 · Men don't cry 奸人堅 · Word twisters' adventures 鐵咀銀牙 · The building blocks of life 建築有情天 · The brink of law 突圍行動 · Best bet 迎妻接福 · Life art 寫意人生 · Heart of greed 溏心風暴 · On the first beat 學警出更 · The drive of life 歲月風雲 · The ultimate crime fighter 通天幹探 · Marriage of inconvenience 兩妻時代 · Survivor's law II 律政新人王II · The colours of love 森之愛情 · Heavenly in-laws 我外母唔係人 · The slicing of the demon 凶城計中計 · Phoenix rising 蘭花劫